# American Gothic (álbum)
American Gothic es el tercer álbum de estudio del cantautor estadounidense David Ackles. Fue publicado el 4 de julio de 1972 por el sello discográfico Elektra.

## Recepción de la crítica
Un escritor no especificado de la revista Billboard comentó: “Ackles y el productor Bernie Taupin han creado meticulosamente un álbum rico en detalles que se presta a interpretaciones visuales. Cada canción es un hilo delicado, un retrato musical de un pequeño pueblo de Estados Unidos”. En su reseña inicial para American Gothic, el crítico de la revista Rolling Stone, Stephen Holden, le dio una reseña positiva al álbum, escribiendo: “Los materiales musicales del álbum son brillantemente eclécticos y están ordenados con tal precisión formal que garantiza la producción en sala de conciertos del ciclo de canciones tal como está registrado”.
En su reseña retrospectiva para AllMusic, William Ruhlmann describió American Gothic como “uno de esos grandes álbumes que nunca encontró audiencia”. Ken Shane de Pop Dose declaró: “[Ackles] presenta las canciones con una voz cálida y atractiva que sólo sirve para subrayar el poder del material”. Middle Eight lo calificó como una “obra maestra”.

### Legado
American Gothic fue incluido en el libro 1001 discos que hay que escuchar antes de morir de Robert Dimery. La revista Mojo lo llamó “uno de los álbumes más bellos pero rara vez escuchados de su época”.

## Lista de canciones
Todas las canciones escritas y compuestas por David Ackles. 
| Lado uno |                               |          |  |
| N.º      | Título                        | Duración |  |
| 1.       | «American Gothic»             | 3:22     |  |
| 2.       | «Love's Enough»               | 3:19     |  |
| 3.       | «Ballad of the Ship of State» | 4:21     |  |
| 4.       | «One Night Stand»             | 2:53     |  |
| 5.       | «Oh, California!»             | 2:41     |  |
| 6.       | «Another Friday Night»        | 4:32     |  |

| Lado dos |                              |          |  |
| N.º      | Título                       | Duración |  |
| 1.       | «Family Band»                | 2:38     |  |
| 2.       | «Midnight Carousel»          | 3:43     |  |
| 3.       | «Waiting for the Moving Van» | 3:39     |  |
| 4.       | «Blues for Billy Whitecloud» | 2:41     |  |
| 5.       | «Montana Song»               | 10:04    |  |

## Posicionamiento
| Gráfica (1972)                            | Pico de posición |
| ----------------------------------------- | ---------------- |
| Estados Unidos (Billboard Top LPs & Tape) | 167              |